# Zilt torkruid
Zilt torkruid (Oenanthe lachenalii) is een vaste plant, die behoort tot de schermbloemenfamilie (Apiaceae). De soort staat op de Nederlandse Rode lijst van planten als vrij zeldzaam en matig afgenomen.
De plant wordt 30-80 cm hoog en heeft een meestal met merg gevulde stengel. De plant vormt langwerpige wortelknolletjes, die naar de stengelvoet geleidelijk versmallen. De bladeren zijn dubbelgeveerd met lange, smalle blaadjes.
Zilt torkruid bloeit van juni tot september met witte bloemen, waarvan de kroonbladen iets ongelijk zijn. De helmknoppen hebben een helderroze kleur. De bloeiwijze is een scherm met zeven tot dertien stralen. De omwindselblaadjes zijn bij het centrale scherm vaak niet aanwezig. De bloemstelen zijn tot 0,25 mm breed en verdikken zich na de bloei niet.
De vrucht is een tweedelige splitvrucht.
De plant komt voor op natte, brakke tot zilte grond.

## Namen in andere talen
- Duits: Wiesen-Wasserfenchel
- Engels: Parsley Water-dropwort
- Frans: Oenanthe de Lachenal
- Pools: Kropidło Lachenala